# Nine Horses
Nine Horses — музыкальный проект певца и инструменталиста Дэвида Силвиана, его брата — барабанщика Стива Джансена и музыканта, автора электронных композиций Бернта Фридмана.
Коллектив выпустил первый альбом Snow Borne Sorrow в октябре 2005 года. В записи альбома приняли участие норвежский трубач Арве Хенриксен, шведская певица Стина Норденстам и японский композитор, клавишник Рюити Сакамото
В декабре 2006 — январе 2007 вышел мини-альбом Money For All, в который вошли две новые композиции, Money For All и Get the Hell Out, а также ремиксы композиций с первого альбома коллектива.

## Дискография
- Snow Borne Sorrow (Samadhisound, 2005)
- Money For All EP (Samadhisound, 2007)